# Gerald Hawkins
Gerald Stanley Hawkins (20 avril 1928 - 26 mai 2003) est un astronome britannique principalement connu pour son travail en archéoastronomie. Il est professeur et chair du département d'astronomie de l'université de Boston aux États-Unis. En 1965 il a publié une analyse sur Stonehenge dans laquelle il fut le premier à proposer l'idée que ce lieu servait d'observatoire astronomique utilisé pour prédire les mouvements du Soleil et des étoiles. Les archéologues et d'autres chercheurs ont depuis prouvé l'existence d'autres  sites préhistoriques de terrassement relevant de projets aussi complexes et sophistiqués, tels que Cahokia aux États-Unis.